# Abba Chuszi
Abba Chuszi (hebr.: אבא חושי, ang.: Abba Hushi, ur. 1898 w Turce, zm. 24 marca 1969) – izraelski polityk, w latach 1949–1951 poseł do Knesetu z listy Mapai, w latach 1951–1969 burmistrz Hajfy.
W wyborach parlamentarnych w 1949 po raz pierwszy dostał się do izraelskiego parlamentu. 12 lutego 1951 zrezygnował z zasiadania Knesecie, jego miejsce zajął Baruch Azanja. Nie kandydował w kolejnych wyborach parlamentarnych, a od 1951 do śmierci w 1969 był burmistrzem Hajfy.
Jego zięciem był Amnon Lin: